# Parathuiaria polycarpa
Parathuiaria polycarpa är en nässeldjursart som först beskrevs av Gustav Heinrich Kirchenpauer 1884.  Parathuiaria polycarpa ingår i släktet Parathuiaria och familjen Syntheciidae. Inga underarter finns listade i Catalogue of Life.